# Rosa María Ortiz Ríos
Rosa María Soledad Ortiz Ríos (Lima, 9 de septiembre de 1955-Ib., 20 de septiembre de 2020) fue una abogada y política peruana. Se desempeñó como ministra de Energía y Minas desde el 17 de febrero de 2015 hasta el 28 de julio de 2016 durante el gobierno de Ollanta Humala.

## Biografía
Fue una abogada egresada de la Pontificia Universidad Católica del Perú (PUCP), experta en áreas del Derecho Administrativo, Civil, Comercial, Pesquero, Societario, Marítimo e Hidrocarburos, en empresas nacionales y multinacionales.
En 1999 fue asesora legal de la Gerencia de Fiscalización en Hidrocarburos en Osinergmin. Entre 2007 y 2008, fue jefa de la Oficina de Asesoría Jurídica del Instituto Metropolitano Protransporte de Lima (Protransporte). Entre abril y julio de 2012, fue directora general de Hidrocarburos del Ministerio de Energía y Minas del Perú. Entre julio y diciembre del 2012 fue presidenta de Perupetro. Entre enero y diciembre de 2013 integró el gabinete de asesores de la Presidencia de la República. Entre febrero y diciembre del 2013, fue miembro del Comité Pro Seguridad Energética de la Agencia de Promoción de la Inversión Privada (ProInversión). Entre diciembre de 2013 y febrero de 2015 fue jefa del Servicio Nacional de Certificación Ambiental para las Inversiones Sostenibles (Senace).
En el sector privado, fue asesora externa del Banco de Lima-Sudameris (1998-1999); jefa del Departamento Legal de Agroindustrial Paramonga y gerente legal del Consorcio Pesquero Carolina (1993-2000), entre otras posiciones.

### Ministra de Energía y Minas
El 17 de febrero de 2015, fue nombrada Ministra de Energía y Minas, en reemplazo de Eleodoro Mayorga. La ceremonia de juramentación se realizó en el Salón Dorado de Palacio de Gobierno, ante el presidente Ollanta Humala.

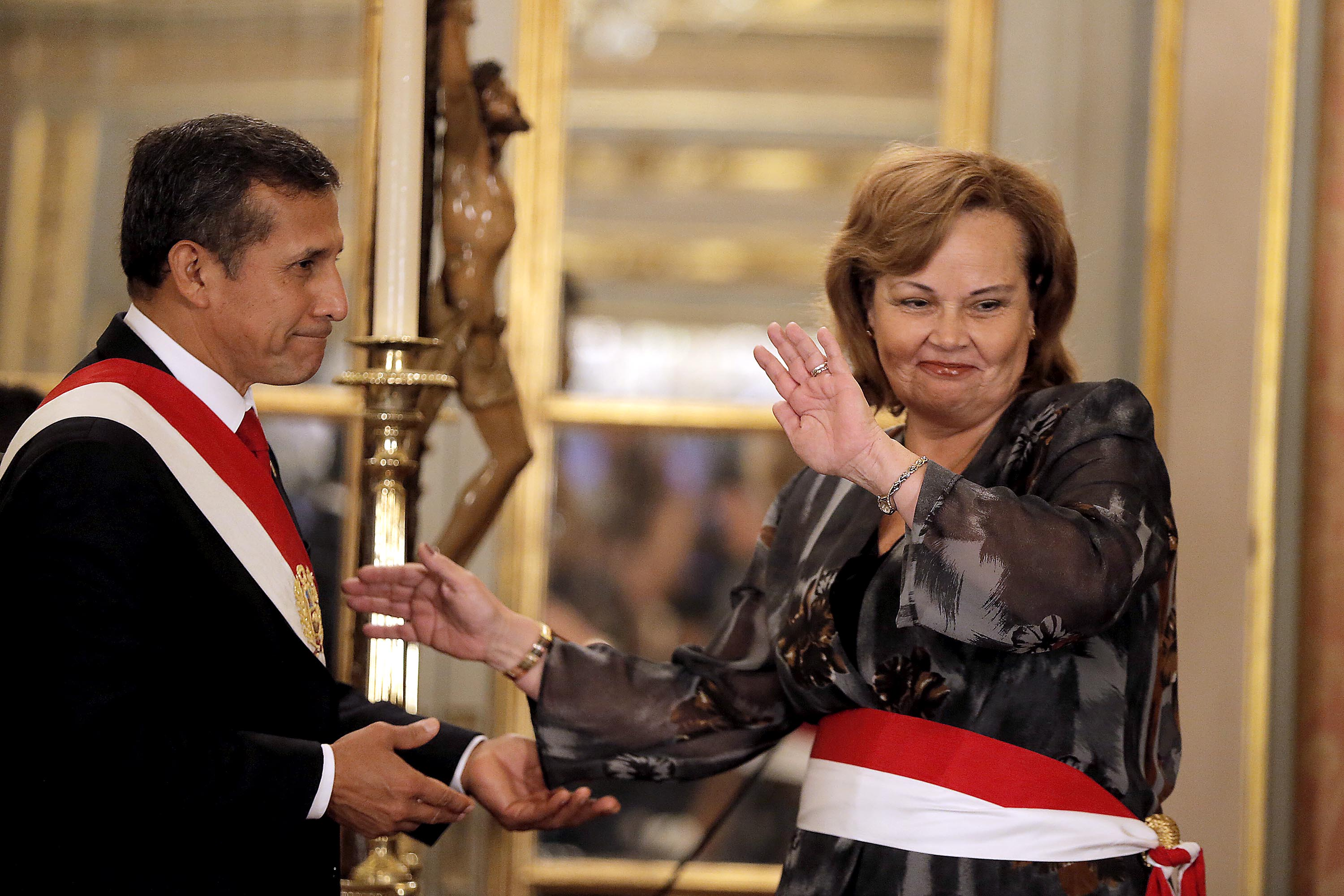
Rosa María Ortiz juramentada por el presidente Ollanta Humala como ministra

## Fallecimiento
El 20 de septiembre del 2020, Rosa María Ortiz Ríos falleció a los 65 años de edad.